# Mongolia en los Juegos Olímpicos de la Juventud 2018
Mongolia compitió en los Juegos Olímpicos de la Juventud 2018 en Buenos Aires, Argentina, celebrados entre el 6 y el 18 de octubre de 2018. Obtuvo dos medallas de plata y una de bronce en las justas deportivas.

## Medallero
| Medalla       | Oro | Plata | Bronce | Total |
| ------------- | --- | ----- | ------ | ----- |
| Total oficial | 0   | 2     | 1      | 3     |

## Disciplinas

### Baloncesto
Mongolia clasificó a un equipo masculino para esta competencia.
- Torneo masculino - 1 equipo de 4 atletas

### Levantamiento de pesas
Mongolia clasificó a una atleta para esta competencia.
- Eventos femeninos - 1 plaza